# La Foguerola
La Foguerola és una serra situada al municipi de Moià, a la comarca del Moianès, amb una elevació màxima de 942 metres.